# Фердинанд Алансонский
Фердинанд Филипп Мария, герцог Алансонский (12 июля 1844, Нёйи-сюр-Сен — 29 июня 1910, Уимблдон, Большой Лондон) — сын герцога Немура Луи Орлеанского и принцессы Виктории Саксен-Кобург-Готской (двоюродная сестра королевы Виктории).

## Биография

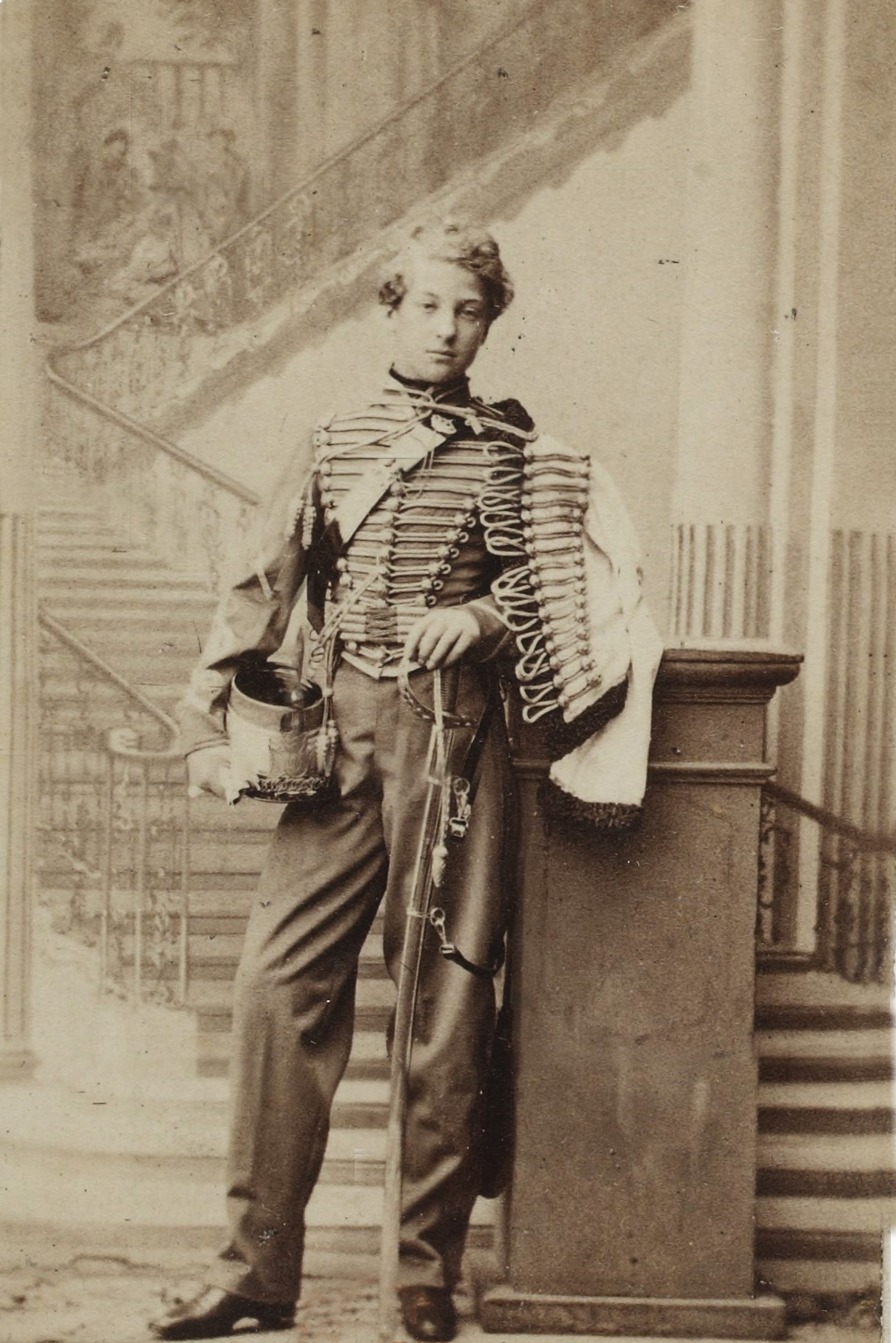
Фердинанд Алансонский, 1861 год

Фердинанд родился вторым сыном герцога Немурского и его супруги, принцессы немецкого происхождения Виктории Саксен-Кобург-Заальфельдской-Кохари, дочери герцога и герцогини Саксен-Кобург-Заальфельд-Кохари. Он был внуком «короля-буржуа» Луи-Филиппа, который был королем Франции с 1830 года, но потерял трон после провозглашения республики в 1848 году. Семья Орлеанов отправилась в изгнание в Англию, где Фердинанд провел большую часть  детства и юности. В возрасте 13 лет он потерял мать, которая внезапно умерла вскоре после рождения четвертого ребенка.
Фердинанд женился 28 сентября 1868 года в часовне замка Поссенхофен на герцогине Софи Шарлотте Баварской, которая несколько месяцев назад была помолвлена с королем Людвигом II Баварским. Софи Шарлотта была младшей сестрой императрицы Елизаветы («Сиси») Австрийской, таким образом герцог Алансонский стал свояком императора Франца Иосифа I. В браке родились двое детей:
- Луиза Виктория Орлеанская (1869—1952), замужем за Альфонсом Баварским (1862—1933), оставила потомство
- Эммануэль Орлеанский, герцог де Вандом (1872—1931), женат на принцессе Генриетте Бельгийской (1870—1948), оставил потомство

Когда его жена в начале 1887 года хотела с ним развестись, чтобы выйти замуж за простого врача, герцог Алансонский одобрил помещение Софи Шарлотты в санаторий, утверждая, что та страдает "нравственным помешательством". В целом герцогиня Софи Шарлотта Алансонская провела более семи месяцев в санатории "Мария Грюн" психиатра Рихарда фон Крафт-Эбинга, пока не «исцелилась» и не вернулась к своему мужу.
В 1890 году Фердинанд приобрел замок Ментльберг близ Инсбрука, так как был страстным охотником и любил бывать в Тироле. В 1905 году его резиденция была перестроена в стиле замков Луары. Вместе со своей супругой Софи герцог часто останавливался в Ментльберге. Роскошную обстановку замка можно увидеть и сегодня: например, в музее сантехники Klo & So в Гмундене находится полный комплект для ванной комнаты замка, отделанный настоящим золотом. Он был заказан у Бридаролли в 1905 году, но так и не был установлен.